# ベルナール・パラシオス
ベルナール・パラシオス（Bernard Palacios、1947年 - ）は、フランスのアニメーション作家。

## 経歴
アヌシー生まれ。グルノーブルで美術を学び、1970年から1980年までアヌシーで美術講師を務める。1980年よりJ.フランソワ・ラギオニの主宰するスタジオ「ラ・ファブリック」に参加。テレビの子ども向け番組用アニメーションも制作している。

## 作品リスト
- 夜の鳥 (1976年)
- アイボリー・タワー (1978年)
- トラブル・メーカー (1979年)
- 鉛筆の先　(1988年)
- 雪深い山国　(1989年)
- 黄金の森の美女　(2001年)

| スタブアイコン | サブスタブ | この項目は、まだ閲覧者の調べものの参照としては役立たない、人物に関連した書きかけの項目です。この項目を加筆・訂正などしてくださる協力者を求めています（P:人物伝/PJ:人物伝）。 |